# Classe Alano
La classe Alano di motocannoniere della Marina Militare era costituita da sei unità acquisite dagli Stati Uniti all'inizio degli anni cinquanta, ex mezzi da sbarco di tipo LCS(L)(Mark 3), che erano stati successivamente riclassificati nel 1949 in LSSL, cioè di supporto per le navi da sbarco.. Sebbene portassero numerali tipici delle forze da sbarco in Italia vennero utilizzati solo come unità costiere e da pattugliamento.

## Costruzione
Le unità realizzate per la US Navy furono in totale 130 in tre diversi stabilimenti: Lawley & Sons, George (Neponset, MA); Commercial Iron Works (Portland, OR); Albina Engine Works (Portland, OR) e potevano essere costruite in soli 10 giorni e ultimare poi l'allestimento in un paio di settimane. La realizzazione di queste unità venne decisa in seguito alla battaglia di Tarawa che aveva mostrato come l'intervallo di tempo tra la fine del bombardamento costiero da parte delle navi di grandi dimensioni e l'arrivo dei mezzi da sbarco sulla spiaggia, permetteva ai difensori di riorganizzarsi e questo tipo di unità di supporto venne progettato per colmare questo vuoto.

## Caratteristiche
Le unità vennero realizzate sullo stesso scafo delle Landing Craft Infantry, con una lunghezza di 48.3 metri un dislocamento di 250 tonnellate e un'immersione di 1,7 metri a pieno carico. L'ancora era a poppa. Le plance avevano una corazzatura, dovendo queste navi avvicinarsi alle spiagge, per dare appunto appoggio con le armi di bordo alle truppe da sbarco.
L'apparato motore era costituito da otto motori diesel in due banchi da quattro con due assi portaelica a cui era collegato un banco di motori, con una potenza totale di 1600 hp che consentivano una velocità massima di 16,5 nodi con una velocità di crociera di 12 nodi che consentivano un'autonomia di 5500 miglia.
L'armamento principale era costituito da dieci lanciarazzi, posizionati verso la zona prodiera, e tre cannoni. A prua vi era un cannone da 76/50mm utile sia in funzione antiaerea che per il tiro contro bersagli costieri e un impianto antiaereo da 40mm singolo o binato, con un altro impianto antiaereo binato da 40mm nella zona poppiera. Completavano l'armamento quattro mitragliere da 20mm e quattro mitragliatrici da 12,7mm e nella zona prodiera erano collocati degli idranti antincendio.
Le navi erano dotate di un generatore di fumo che veniva utilizzato per oscurare i mezzi da sbarco che si avvicinavano alla spiaggia.

## Seconda guerra mondiale
Nel corso della seconda guerra mondiale vennero impiegate nel Pacifico, principalmente per il supporto alle forze di sbarco su spiagge, ma vennero anche utilizzate con compiti di picchetto radar e nella lotta antincendio.
Il primo impiego di queste navi nel teatro del Pacifico è stato nella battaglia di Iwo Jima. Dopo aver preso parte allo sbarco di Okinawa molte di queste navi vennero utilizzate con funzioni picchetto radar.
Nella campagna del Borneo queste unità hanno preso parte agli sbarchi a Tarakan e Balikpapan.

## Il trasferimento alla Marina Militare
Al termine del conflitto le navi superstiti tornarono negli Stati Uniti. Alcune vennero riallestite per la guerra di Corea, molte vennero trasferite a nazioni amiche come Giappone, Francia, Corea del sud, Grecia e altre nazioni, tra cui l'Italia.
Le unità destinate alla Marina Militare Italiana vennero modificate in funzione del loro ruolo direttamente negli Stati Uniti nel 1949. Dopo l'invio in Italia vennero modificati ulteriormente, con la rimozione del cannone da 76/50 mm, sostituito da un cannone da 40/56mm singolo e vennero aumentate le armi contraeree. Alcune unità ebbero sostituite le apparecchiature radar.

### Unità della Classe Alano della Marina Militare
| Marina Militare - Classe Alano | Marina Militare - Classe Alano | Marina Militare - Classe Alano | Marina Militare - Classe Alano | Marina Militare - Classe Alano | Marina Militare - Classe Alano | Marina Militare - Classe Alano | Marina Militare - Classe Alano |
| Matricola                      | Nome                           | Cantiere                       | Impostazione                   | Varo                           | Entrata in servizio            | Entrata in servizio            | Radiazione                     |
| ------------------------------ | ------------------------------ | ------------------------------ | ------------------------------ | ------------------------------ | ------------------------------ | ------------------------------ | ------------------------------ |
| AO/9851                        | Alano                          | Portland OR                    | 19 agosto 1944                 | 16 settembre 1944              | 30 settembre 1944              | 25 luglio 1951                 | 1971                           |
| BR/9852                        | Bracco                         | Portland OR                    | 11 settembre 1944              | 1º ottobre 1944                | 13 ottobre 1944                | 25 luglio 1951                 | 1974                           |
| MA/9853                        | Mastino                        | Portland OR                    | 22 settembre 1944              | 23 ottobre 1944                | 4 dicembre 1944                | 25 luglio 1951                 | 1974                           |
| MS/9854                        | Molosso                        | Portland OR                    | 2 ottobre 1944                 | 2 novembre 1944                | 11 dicembre 1944               | 25 luglio 1951                 | 1974                           |
| SE/9855                        | Segugio                        | Portland OR                    | 9 ottobre 1944                 | 7 novembre 1944                | 18 dicembre 1944               | 25 luglio 1951                 | 1974                           |
| SP/9856                        | Spinone                        | Neponset (MA)                  | 28 ottobre 1944                | 6 novembre 1944                | 23 novembre 1944               | 25 luglio 1951                 | 1974                           |

### Servizio
Le unità destinate alla Marina Militare, gli LSS(L) 118, 62, 34, 64, 63 e 38 furono presi in consegna da equipaggi italiani il 25 luglio 1951, a Jacksonville in Florida e ribattezzati rispettivamente Spinone, Mastino, Alano, Segugio, Molosso e Bracco. Le cannoniere, dopo un breve periodo di addestramento iniziale, lasciarono New York il 9 ottobre 1951 per le isole Bermuda da dove avrebbe dovuto iniziare la traversata dell'Atlantico verso l'Italia. Al comando della squadriglia di cannoniere era il capitano di fregata Athos Fraternale, un pluridecorato e celebre comandante di sommergibili che nel corso della guerra aveva operato in Atlantico. Le navi raggiunsero Brindisi solamente il 3 dicembre successivo, dopo aver fatto scalo a Gibilterra, con un ritardo di circa 30 giorni sulle previsioni. dovuto alla riparazione di una serie di avarie agli apparati motore che ne ritardarono la partenza.
Le unità della classe Cani vennero principalmente impiegate in compiti di pattugliamento, di vigilanza pesca e di appoggio alle squadriglie di motosiluranti in Adriatico operando principalmente da Taranto, Brindisi, Ancona e Venezia; In alternativa ai compiti primari vennero anche impiegate per compiti addestrativi a disposizione delle Scuole, tornando per qualche tempo, nella prima metà degli anni sessanta, anche all'originario impiego come mezzi d'appoggio per operazioni anfibie nell'ambito delle forze navali da sbarco italiane che in quel periodo erano state appena ricostituite. All'approssimarsi della conclusione del loro periodo di attività, furono concentrate a Venezia dove, alternando periodi in posizione di armamento o di riserva, sino all'inizio degli anni settanta. Durante il periodo in cui le navi vennero tutte dislocate a Venezia a più riprese, un paio di unità alla volta venivano armate con successo da equipaggi composti per intero da personale richiamato temporaneamente in servizio per addestramento.
L'Alano lasciò il servizio nel 1971, le altre cinque cannoniere vennero radiate nel 1974, a trent'anni dal varo e dopo più di un ventennio trascorso con le insegne italiane.